# 関義寿

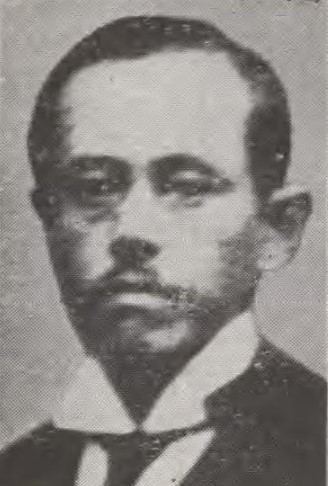
関義寿

関 義寿（關 義壽、せき よしひさ、1889年（明治22年）1月14日 - 1963年（昭和38年）6月18日）は、明治から昭和期の陸軍軍人、政治家、華族。最終階級は陸軍砲兵大尉。貴族院男爵議員。

## 経歴
司法官・関義臣の長男として生まれる。父の死去に伴い、1918年（大正7年）4月30日、男爵を襲爵した。
1906年（明治39年）学習院中等科を卒業。その後、陸軍に入り、1911年（明治44年）12月26日、陸軍砲兵少尉に任官。1920年（大正9年）8月23日、砲兵大尉に昇進。1923年（大正12年）3月23日、予備役編入となった。
1925年（大正14年）7月10日、貴族院男爵議員に選出され、公正会に属して活動し、1946年（昭和21年）5月9日に辞職するまで三期在任した。その他、中央失業対策委員会委員、神社制度調査会委員を務めた。

## 親族
- 先妻：清子（きよこ、秋田鉄道・万壽生命保険創業者・河東田経清長女。学習院女学部出身）[1][10]
- 後妻：誠子（のぶこ、池田仲誠二女）[1]
- 養子：仲滋（誠子養子、池田仲誠五男）[1]